# Gastrula
Gastrula je zametak s formiranim zametnim listićima koji nastaje procesom gastrulacije koja i ujedno 2. faza razvitka embrija kojoj prethodi proces brazdanja (blastulacije), a slijedi joj proces organogeneze. 

## Pojedini dijelovi
Gastrula se sastoji od:
- Ektoderma (iz njega nastaju živćani sustav i osjetila,te koža i kosa)
- Mezoderma (iz njega nastaju kostur i mišići, krvožilni sustav, te mokraćni sustav)
- Endoderma (iz njega nastaju jetra, gušterača, crijeva i pluća)